# Varėna

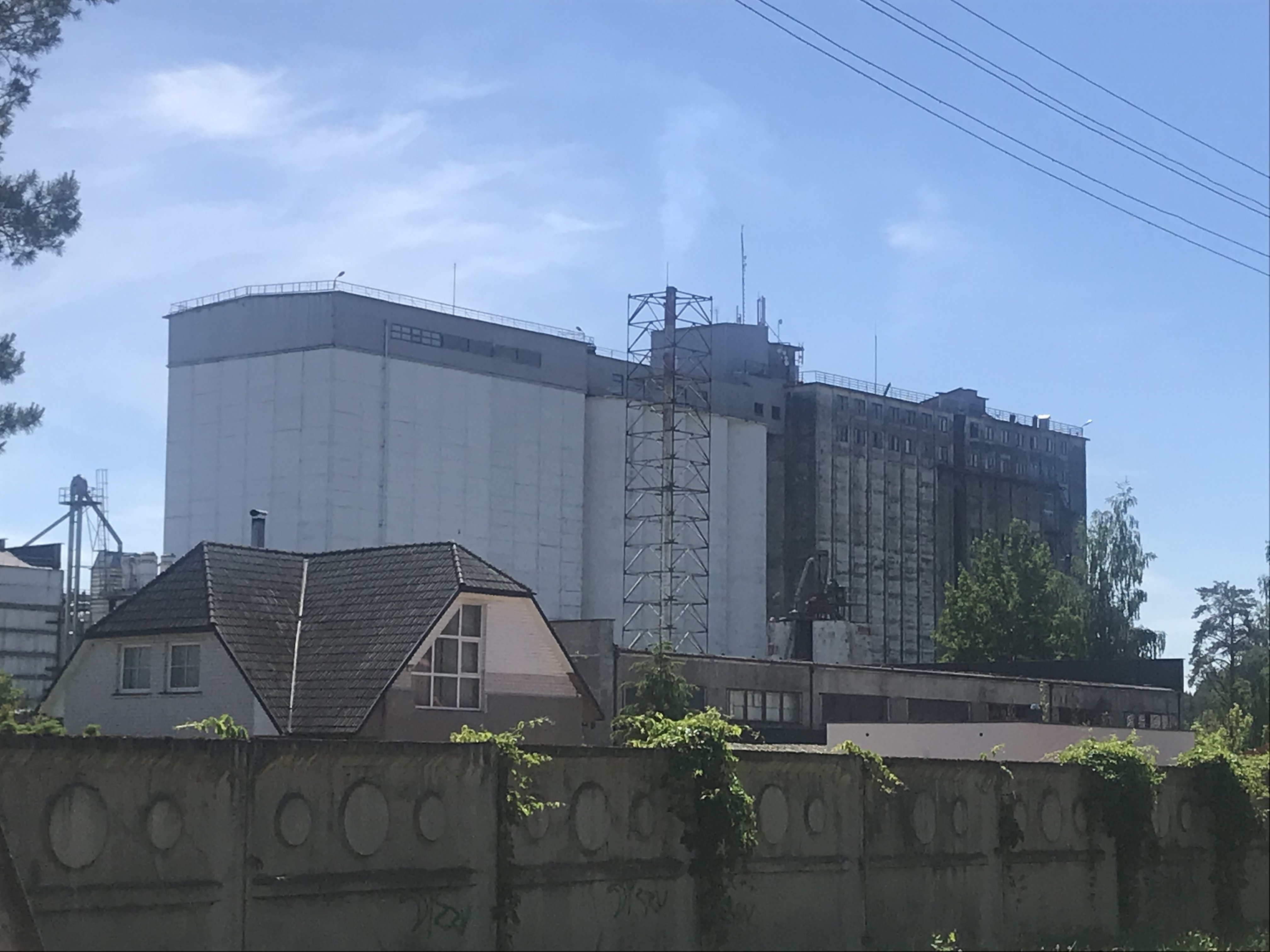
Silo in Varėna

Varėna (Pools: Orany) is een stad in het zuiden van Litouwen. Het werd gesticht in 1861 in de nabijheid van de toenmalige spoorverbinding tussen Warschau en Sint-Petersburg. In 1950 werd de gemeente het centrum van het district. In de stad is een in de Sovjet-periode gebouwd cultuurhuis, en zijn er diverse regionale voorzieningen zoals een postkantoor en een ziekenhuis. Er zijn diverse industriële ondernemingen, voor o.a. landbewerking, bosbouw en zuivel. OP 1 januari 2018 woonden er 8.187 mensen. De provincie Varėna is de grootste en meest beboste provincie van het land. Nabij ligt het het 55.000 ha grote Nationaal Park Dzūkija.

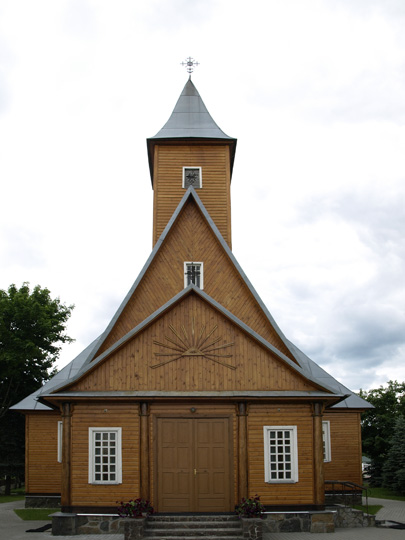
houten kerk, de Aartsengel Michaëlkerk

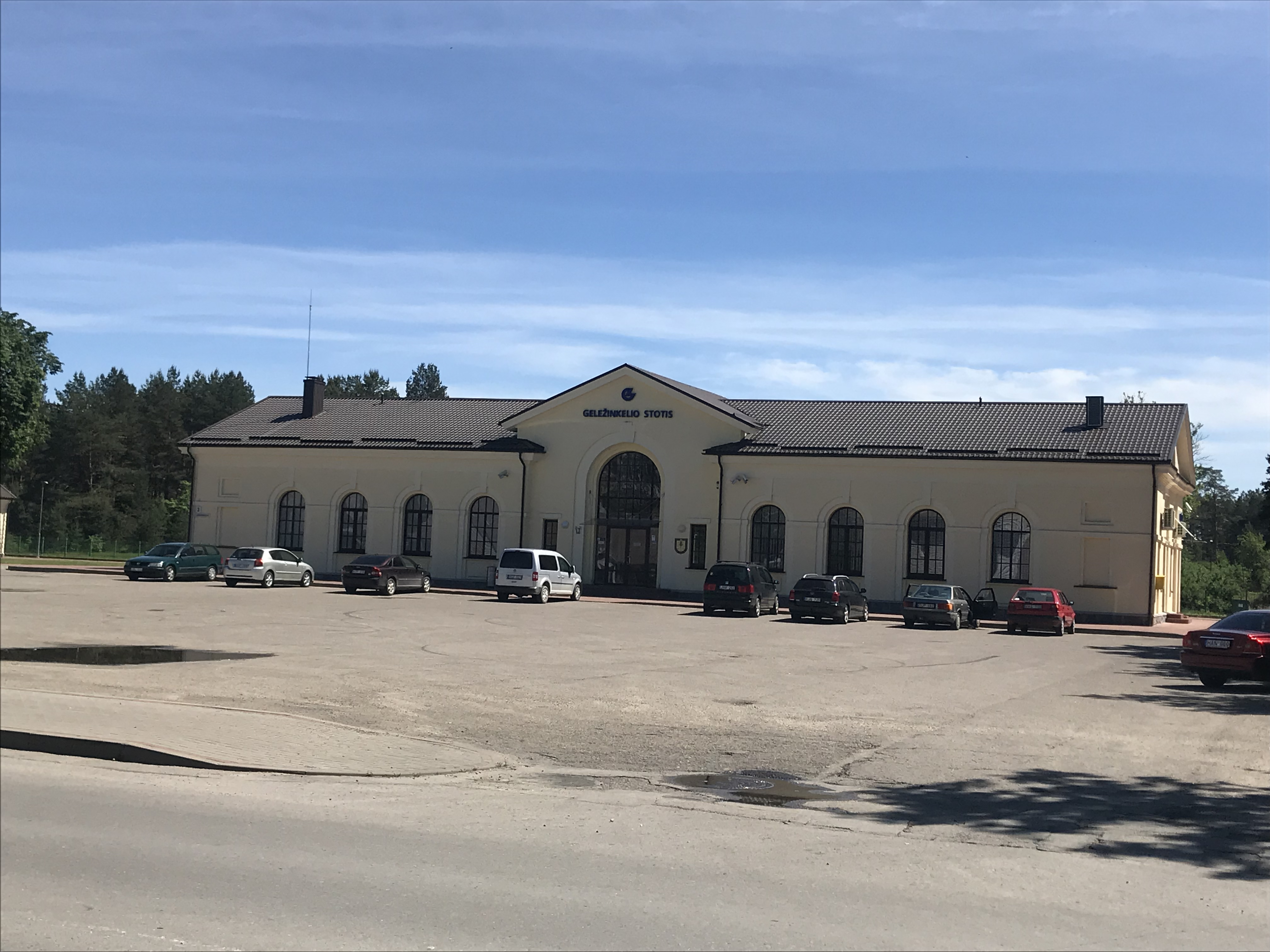
Station Varėna

## Geschiedenis
In de middeleeuwen is enkele kilometers noordelijker een nederzetting gesticht met dezelfde naam, tegenwoordig bekend als Oud Varėna, Senoji Varėna. Vanwege de komst van de spoorverbinding is in 1861 de stad gesticht onder de naam Varėna II, later omgedoopt tot Varėna. In 1894 werd een tweede spoorlijn aangelegd naar Alytus, deze is tijdens de Eerste Wereldoorlog verwoest en niet meer herbouwd. Tijdens het Interbellum maakte Varėna deel uit van Polen, en Senoji Varėna van Litouwen. De rivier Merkys vormde de grens. Varėna werd in die periode districtshoofdstad, maar dat kon niet verhoeden dat de grens voor de beide plaatsen de groei belemmerde. Na de Tweede Wereldoorlog was kreeg Varėna onder Sovjet-bestuur wederom een regionale status. Het kreeg in 1946 stadsrechten en in 1950 een cultureel centrum. Er werd een complex voor voedingsindustrie gebouwd, met silo's, fabrieken voor brood, mengvoeders en verenproducten. Verder was er een technische school, onder andere voor de opleiding van chauffeurs. Dor deze industrialisatie steeg de bevolking snel. In 1980 werd er een verbindingsweg aangelegd met Senoji Varėna dat op haar beurt werd ontsloten met de landelijke hoofdweg A4 (Vilnius-Druskininkai-Grodno), in 1983 werd het regionaal warenhuis Ūla geopend. Na de ontmanteling van de Sovjet-unie nam het verkeer van de spoorlijn snel af. Sinds 2001 is de spoorlijn onderbroken op de grens en sinds 2004 eindigt de spoorlijn in Marcinkonys.

## Bevolking
Varėna telde in 2011 9.240 inwoners, van wie 4.192 mannen en 5.048 vrouwen.

| Inwoners per jaar |        |
| Jaar              | Aantal |
| 1923              | 400    |
| 1939              | 1800   |
| 1959              | 2401   |
| 1970              | 4478   |
| 1979              | 7100   |
| 1989              | 12291  |
| 2001              | 10845  |
| 2011              | 9240   |

## Geboren
- Mikalojus Konstantinas Čiurlionis in 1875, schilder en componist.